# Alvinocaridinides
Alvinocaridinides is een geslacht van kreeftachtigen uit de klasse van de Malacostraca (hogere kreeftachtigen).

## Soort
- Alvinocaridinides formosa Komai & Chan, 2010